# Cithaeronidae
Cithaeronidae là một họ nhện. Họ này gồm có 2 chi và 6 loài.

## Sinh học
Cithaeronidae là loài nhện chuyển động nhanh, hoạt động đi săn vào ban đêm. Chúng nghỉ ngơi trong ngày trong tổ tơ chúng xây dựng dưới đá.. Con cái "Cithaeron" dài khoảng 5 đến 7 mm, con đực dài khoảng 4 mm. Chúng có màu vàng nhạt, thích nơi đá khô và nóng.

## Phân bố
Trong khi Inthaeron chỉ hiện diện ở Ấn Độ, các thành viên của chi Cithaeron có thể được tìm thấy trong Châu Phi, Ấn Độ và các bộ phận của lục Á-Âu. Ba con lớn trưởng thành C. praedonius được tìm thấy trong Teresina, Piauí, Brazil. Do chúng được tìm thấy trong và gần nơi ở của con người, chúng có lẽ đã vô tình bị du nhập. Điều này có lẽ cũng là trường hợp phát hiện trong Northern Territory của Australia.

## Các chi
Cithaeron O. P-Cambridge, 1872
- Cithaeron delimbatus Strand, 1906 — Đông Phi
- Cithaeron indicus Platnick & Gajbe, 1994 — India
- Cithaeron jocqueorum Platnick, 1991 — Ivory Coast
- Cithaeron praedonius O. P.-Cambridge, 1872 — Hy Lạp, Libya to Malaysia, Australia and Brazil
- Cithaeron reimoseri Platnick, 1991 — Ethiopia

Inthaeron Platnick, 1991
- Inthaeron rossi Platnick, 1991 — India